# Fonts del municipi de Castellar de la Ribera
La llista de fonts del municipi de Castellar de la Ribera comprèn les fonts de Castellar de la Ribera, al Solsonès.

## Llista de fonts
- Font de la Teula. La font de la Teula és a tres quilòmetres de la parròquia de Clarà i a uns 800 m de la casa "Cal Santpare". Es troba rodejada de pins i roures. Durant l'hivern emana gran quantitat d'aigua i a l'estiu pot arribar a deixar de rajar. L'aigua de la font de la Teula és coneguda per les seves propietats guaridores. 41° 59′ 51.71″ N, 1° 25′ 44.44″ E / 41.9976972°N,1.4290111°E
- Font de Bescaí
- Font de Cal Badoc
- Font de Cal Bernat
- Font de Cal Mas
- Font de Cal Rossinyol
- Font de Cal Santpare
- Font de Cària
- Font de Casagolda
- Font de Junyeny
- Font de la Casanova
- Font de la Caseta de la Mosella
- Font de la Foradada
- Font de la Maria del Camp
- Font de la Masia
- Font de la Teula de Marmí
- Font de la Teula (Matavaques)
- Font de la Trilla[1]
- Font de la Vila
- Font de l'Albert
- Font de l'Alserà
- Font de l'Ariet
- Font de les Cases
- Font de les Cots
- Font de les Tàpies
- Font de l'Obaga
- Font de l'Ocata
- Font de l'Oliera
- Font de Pampe
- Font de Pinyana
- Font de Pujantell
- Font de Saltdelpí[2]
- Font de Sant Joan
- Font de Sant Tomàs
- Font de Torremorell
- Font de Trota
- Font de Viladrich
- Font del Bové
- Font del Coll
- Font del Mujal
- Font del Peó
- Font del Pla
- Font del Puitot
- Font del Pujol
- Font del Raget
- Font del Solà
- Font del Tobaco
- Font del Torn
- Font dels Abeuradors
- Font Freda
- Font Salada
- Font Salada de les Grioles
- Fontetes de Sant Tirs
- Fontetes del Llort
- La peixera del Nogué
- Les Fontetes del Pla
- Pou de la Cossa
- Pou de Vilatobà
- Pou del Llort
- Font de Sant Pere de Castellar